# ماريان ثيم
ماريان لويز ثيم (بالهولندية: Marianne Louise Thieme) سياسية وكاتبة وناشطة حقوق حيوان هولندية من حزب من أجل الحيوانات، ولدت في يوم 6 مارس 1972 في مدينة إيده في هولندا. أكملت دراسة القانون في جامعة إراسموس روتردام. هي إحدى مؤسسات حزب لأجل الحيوانات في سنة 2002. في سنة 2006 انتخبت كعضوة في مجلس النواب الهولندي. ومثلت الحزب في مجلس النواب حتى سنة 2019 حيث خلفها لوك فولكرتس.